# Rodrigo Alonso Fernández
Rodrigo Javier Alonso Fernández (Antas, Almería, 25 de marzo de 1980) es un político y sindicalista español, conocido por su papel en la política regional andaluza como miembro de Vox y su liderazgo en el sindicato Solidaridad.

## Biografía
Alonso Fernández se formó en administración y dirección de empresas en la Universidad de Granada. Comenzó su carrera política como concejal de Hacienda y Deportes en el ayuntamiento de Antas, donde ocupó el cargo durante dos legislaturas consecutivas, de 2007 a 2015, representando al Partido Popular.
Durante su mandato como concejal de Hacienda, el Ayuntamiento de Antas experimentó un aumento significativo en su deuda municipal, principalmente debido a deudas ocultas que el gobierno anterior no había reconocido. Además, la falta de liquidez del municipio hizo que durante dos años no se pudiera pagar la Seguridad Social de la plantilla municipal, acumulándose una deuda de 500.000 euros con la Tesorería de la Seguridad Social.
Después de su etapa en el PP, Rodrigo Alonso dio un giro en su carrera política y se unió a Vox. En este partido, se convirtió en diputado andaluz en el parlamento de Andalucía en las elecciones autonómicas de 2018. Durante su tiempo en el parlamento, destacó por su estilo enérgico y sus opiniones controvertidas sobre temas como los impuestos a la banca.
En 2020, Rodrigo Alonso Fernández asumió un nuevo papel como secretario general del sindicato Solidaridad, la organización sindical asociada a Vox. Su nombramiento fue controvertido, ya que generó críticas y disputas legales debido a supuestas similitudes entre Solidaridad y otro sindicato previamente propuesto llamado Trabajadores de España (TRAES).